# Fovrfeld
Fovrfeld é um distrito do município de Esbjerg.